# Edwin Henry Barton
Edwin Henry Barton FRS (Nottingham, 23 oktober, 1858 - Nottingham, 23 september, 1925) was een Brits natuurkundige, die van 1906 tot aan zijn dood in 1925 de leerstoel van experimentele natuurkunde bekleedde aan de University College in Nottingham. Hij is bekend geraakt door zijn werken en publicaties over de akoestische en mechanische trillingsleer.

## Biografie
Barton behaalde een academische graad in de natuurkunde aan de in 1881 opgerichte University College, Nottingham. Na zijn studies vroeg en verkreeg hij studiebeurzen om zijn onderzoekswerk te kunnen voortzetten. Eerst werkte hij onder de leiding van professor Rucker van de Royal College of Science in Londen, nu bekend als de Imperial College London en nadien bij professor Hertz aan de Universiteit van Bonn.
In 1893 keerde hij terug naar Engeland en werd aangesteld als docent in het departement voor wiskunde en natuurkunde aan de University College, Nottingham. In 1894 behaalde hij zijn doctoraatstitel aan de Universiteit van Londen en werd in het daaropvolgende jaar benoemd tot hoofddocent in Nottingham. Vanaf 1906 werd hij professor in de experimentele natuurkunde aan dezelfde universiteit. Barton werd in 1916 verkozen tot Fellow of the Royal Society.

## De slingers van Barton

Bartons experiment met de slingers

De bekendste uit een hele reeks experimenten van Barton is wel een proef om het fysische fenomeen van mechanische resonantie te demonstreren. Hierbij wordt ook het effect op een aantal slingers van een trillende beweging beneden en boven de resonantiefrequentie zichtbaar gemaakt. In zijn eenvoudigste vorm worden een tiental onafhankelijke slingers aan een gemeenschappelijke draad opgehangen. Het systeem wordt aangedreven door een zwaardere slinger die ook aan dezelfde draad is opgehangen en met zijn natuurlijke frequentie heen en weer schommelt. Door de mechanische koppeling gaan één of meerdere slingers uit de reeks met een maximale amplitude schommelen als hun natuurlijke frequentie nagenoeg gelijk is aan die van de zwaardere slinger.  Hiermede wordt ook aangetoond dat, wil men een slinger op de meest efficiënte manier aandrijven, men dit moet doen met een frequentie die zijn natuurlijke frequentie benadert.

## Gepubliceerde boeken
- A TEXT-BOOK ON SOUND[3], MacMillan and Co. Ltd, London, 1908, Heruitgegeven door RareBooksClub, 15/05/2012, ISBN 978-1235904240
- ANALYTICAL MECHANICS[4], comprising the kinetics and statics of Solids and Fluids, Longmans and Green and Co, Londen, juli 1911, Heruitgegeven BiblioBazaar, 2009, ISBN 1781117026039 (niet geldig) en Createspace Independent Publishing Platform, 25/03/2013, ISBN 1483958124
- AN INTRODUCTION OF THE MECHANICS OF FLUIDS[5], Longmans and Green Co, Londen, januari 1915
- AN INTRODUCTION TO PRACTICAL PHYSICS[6], Barton & Black, Uitgegeven door Arnold, Londen, 1922, Heruitgegeven BiblioBazaar, 20/08/2009, en BiblioLife, ISBN 978-1113520364